# Municipio de Newport (Iowa)
El municipio de Newport (en inglés: Newport Township) es un municipio ubicado en el condado de Johnson en el estado estadounidense de Iowa. En el año 2010 tenía una población de 2169 habitantes y una densidad poblacional de 34,61 personas por km².

## Geografía
El municipio de Newport se encuentra ubicado en las coordenadas 41°43′44″N 91°30′34″O / 41.72889, -91.50944. Según la Oficina del Censo de los Estados Unidos, el municipio tiene una superficie total de 62.68 km², de la cual 60,73 km² corresponden a tierra firme y (3,1 %) 1,94 km² es agua.

## Demografía
Según el censo de 2010, había 2169 personas residiendo en el municipio de Newport. La densidad de población era de 34,61 hab./km². De los 2169 habitantes, el municipio de Newport estaba compuesto por el 97,93 % blancos, el 0,41 % eran afroamericanos, el 0,18 % eran amerindios, el 0,74 % eran asiáticos, el 0,09 % eran isleños del Pacífico y el 0,65 % eran de una mezcla de razas. Del total de la población el 0,78 % eran hispanos o latinos de cualquier raza.